# Bernisse (rivière)
La Bernisse est une rivière affluent de la Spui. Autrefois la Bernisse formait la séparation entre les îles de Voorne et de Putten. Elle est bordée par Zuidland, Abbenbroek et Heenvliet. Elle amène de l'eau douce dans le Delta de la Meuse et du Rhin, dont le Nieuwe Waterweg.
Au Moyen Âge, la Bernisse était une importante route maritime entre la Hollande et la Flandre.
Avec le plan Delta, l'écoulement de la rivière été inversé, aujourd'hui la Bernisse coule de la Spui vers le canal d'approvisionnement qui longe le canal de Hartel et non vers le canal directement; ceci pour approvisionner un apport d'eau douce vers la Vieille Meuse. Une vanne, juste après le confluent de la Spui, permet de réguler le débit.
La rivière a donné son nom à l'ancienne commune de Bernisse.

## Loisirs
La Bernisse est aussi une importante zone de loisirs. Plus de 300 hectares de lacs permettent des activités comme la pêche, le surf, la natation et la voile. Les bateaux à moteur sont interdits. Les quais sont bordés par de nombreuses jetées et pontons. Les amateurs d'oiseaux peuvent admirer leur diversité.